# Boltzmann (månekrater)
Boltzmann er et nedslagskrater på Månen. Det befinder sig på Månens bagside langs den sydlige rand. I denne position ses det fra siden, når det betragtes fra Jorden, så der kan ikke ses mange detaljer. Det er opkaldt efter den østrigske fysiker Ludwig Boltzmann (1844 – 1906).
Navnet blev officielt tildelt af den Internationale Astronomiske Union (IAU) i 1964. 
Observation af krateret rapporteredes første gang i 1963 af Arthur og Ewen Whitaker i værket Rectified Lunar Atlas. 

## Omgivelser
Boltzmannkrateret ligger nær Månens sydpol, nord for den bjergomgivne slette Drygalski og vest for Le Gentilkrateret. 

## Karakteristika
Krateret er blevet eroderet af mange små nedslag, som har efterladt dets former afrundede og slidte. Kun lidt af den oprindelige rand hæver sig over det omgivende terræn, så krateret er fortrinsvis en sænkning i overfladen. Kraterbunden er forholdsvis flad med en noget ujævn overflade i den østlige halvdel. Der er adskillige småkratere i det indre, herunder et par nær den sydvestlige væg og et lille, skålformet krater tæt på den østlige rand. Forskudt lidt mod nordøst for kratermidten findes en lav, central top, som nu ikke er meget mere end en afrundet bakke.
Sydøst for kraterranden ligger en buet kraterkæde ("catena") af småkratere, som forbinder Boltzmanns rand med den nordlige rand af Drygalski.

## Måneatlas
- Billeder af Boltzmankrateret i LPI-måneatlasset